# Notre-Dame-de-Livoye
Notre-Dame-de-Livoye – miejscowość i gmina we Francji, w regionie Normandia, w departamencie Manche.
Według danych na rok 1990 gminę zamieszkiwało 110 osób, a gęstość zaludnienia wynosiła 31 osób/km² (wśród 1815 gmin Dolnej Normandii Notre-Dame-de-Livoye plasuje się na 776. miejscu pod względem liczby ludności, natomiast pod względem powierzchni na miejscu 1005.).